# Saint-Quantin-de-Rançanne
Saint-Quantin-de-Rançanne är en kommun i departementet Charente-Maritime i regionen Nouvelle-Aquitaine i västra Frankrike. Kommunen ligger  i kantonen Gémozac som ligger i arrondissementet Saintes. År 2022 hade Saint-Quantin-de-Rançanne 263 invånare.

## Befolkningsutveckling
Antalet invånare i kommunen Saint-Quantin-de-Rançanne
Referens:INSEE